# 岡山県道72号岡山賀陽線
岡山県道72号岡山賀陽線（おかやまけんどう72ごう おかやまかようせん）は、岡山県岡山市北区から加賀郡吉備中央町を結ぶ県道（主要地方道）である。通称吉備新線。

## 概要
岡山市内から新岡山空港および吉備高原都市へ向かう際のアクセス道路として建設された。現在は起点の国道53号交点から岡山空港の手前までと終点の吉備高原都市内が片側2車線で整備され、その間は片側1車線で暫定開通している。
国道53号から岡山空港までは、地域高規格道路計画の一部に指定されているため、起点である国道53号との分岐点では都市高速のように整備されているが、その後は、アップダウンとカーブも多い一般道路であり、制限速度は60km/hである。また、吉備高原の丘陵地帯に新たに整備したため、沿道にはほとんど民家は見受けられず、国道429号・県道61号交差点とリサーチパーク芳賀地区入り口がある交差点以外には信号はない。

### 路線データ
- 起点：岡山県岡山市北区田益
- 終点：岡山県加賀郡吉備中央町吉川（吉備高原十字橋交差点、国道484号交点）

## 歴史
- 1993年（平成5年）5月11日 - 建設省から、県道岡山賀陽線・県道三和西菅野線の一部が岡山賀陽線として主要地方道に指定される[2]。

## 路線状況

### 別名
- 吉備新線（岡山市）

### 重複区間
- 岡山県道249号掛畑虎倉線（岡山市北区真星 - 岡山市北区掛畑）
- 岡山県道701号岡山賀陽自転車道線（岡山市北区掛畑 - 加賀郡吉備中央町吉川）

### 交通量
2010年度の本線部分における平均交通量は6657台。岡山空港へのアクセス路である県道61号妹尾御津線や、総社方面へ抜けることが出来る国道429号で多くの車両が流入・流出する。前回2005年調査時と比較して全線で交通量が減少している。また、最高速度は全線60km/hであるが、実際の旅行速度は昼間12時間においてもそれを超えている区間が多く、最大68.2 km/hで流れている区間もあるほど流れが速い。その他、岡山方向へは全体的に坂を下るようになるため、吉備中央町方向に比べ平均速度が速くなっている。
| 区間                                     | 観測地点         | 交通量    | 交通量  | 昼間 混雑度 | 昼間平均旅行速度 | 昼間平均旅行速度 |
| 区間                                     | 観測地点         | 2010年    | 前回比  | 昼間 混雑度 | 上り             | 下り             |
| ---------------------------------------- | ---------------- | --------- | ------- | ----------- | ---------------- | ---------------- |
| 国道53号-県道72号岡山賀陽線              | 岡山市北区富吉   | 1万0121台 | -1074台 | 0.53        | 62.3 km/h        | 64.8 km/h        |
| 県道72号岡山賀陽線-県道61号妹尾御津線    | 岡山市北区富吉   | 9360台    | -1337台 | 0.28        | 68.2 km/h        | 59.6 km/h        |
| 県道61号妹尾御津線-県道71号建部大井線    | 岡山市北区下高田 | 6086台    | -1022台 | 0.71        | 58.9 km/h        | 62.6 km/h        |
| 県道71号建部大井線-県道249号掛畑虎倉線   | 岡山市北区下高田 | 6086台    | -1022台 | 0.71        | 66.0 km/h        | 63.5 km/h        |
| 県道249号掛畑虎倉線-岡山市・吉備中央町境 | 岡山市北区下高田 | 6086台    | -1022台 | 0.70        | 20.3 km/h        | 22.7 km/h        |
| 吉備中央町・岡山市境-国道429号           | 岡山市北区下高田 | 6086台    | -1022台 | 0.70        | 62.3 km/h        | 56.9 km/h        |
| 国道429号-岡山市・吉備中央町境           | 吉備中央町吉川   | 3364台    | -572台  | 0.41        | 60.5 km/h        | 45.4 km/h        |
| 岡山市・吉備中央町境-国道484号           | 吉備中央町吉川   | 3364台    | -572台  | 0.38        | 60.5 km/h        | 45.4 km/h        |
| 支線                                     |                  |           |         |             |                  |                  |
| 県道238号上芳賀岡山線-県道72号岡山賀陽線 | 岡山市北区富吉   | 330台     | -17台   | 0.05        | 33.0 km/h        | 37.1 km/h        |
| 本線平均                                 | 本線平均         | 6657台    | -955台  | 0.55        | 57.4 km/h        | 52.6 km/h        |

## 地理

### 通過する自治体
- 岡山市（北区）
- 加賀郡吉備中央町

### 交差する道路
| 交差する道路                                                                                                   | 市町村名 | 市町村名   | 交差する場所       | 交差する場所                |
| --- | -------- | ---------- | ------------------ | --------------------------- |
| 国道53号 / 岡山北バイパス                                                                                      | 岡山市   | 北区       | 田益               | 起点                        |
| 岡山県道72号岡山賀陽線 / 支線                                                                                  | 岡山市   | 北区       | 富吉               |                             |
| 岡山県道160号三和西菅野線                                                                                      | 岡山市   | 北区       | 三和（みと）       |                             |
| 岡山県道61号妹尾御津線                                                                                         | 岡山市   | 北区       | 三和               |                             |
| 岡山県営広域営農団地農道吉備高原地区 / 吉備高原街道 （岡山市道411906025号杉谷26号線経由）                      | 岡山市   | 北区       | 杉谷               |                             |
| 岡山県道71号建部大井線                                                                                         | 岡山市   | 北区       | 山上（やまのうえ） |                             |
| 岡山県道249号掛畑虎倉線 重複区間起点                                                                           | 岡山市   | 北区       | 真星（まなぼし）   |                             |
| 国道429号 岡山県道249号掛畑虎倉線 重複区間終点 岡山県道701号岡山賀陽自転車道線 / 吉備高原自転車道 重複区間起点 | 岡山市   | 北区       | 掛畑               |                             |
| 国道484号 岡山県道307号吉川槙谷線 岡山県道701号岡山賀陽自転車道線 / 吉備高原自転車道 重複区間終点              | 加賀郡   | 吉備中央町 | 吉川               | 吉備高原十字橋交差点 / 終点 |
| 支線 |          |            |                    |                             |
| 岡山県道238号上芳賀岡山線 岡山県道239号上芳賀大窪線                                                            | 岡山市   | 北区       | 芳賀               | 支線起点                    |
| 岡山県道72号岡山賀陽線 / 吉備新線                                                                              | 岡山市   | 北区       | 富吉               | 支線終点                    |

### 沿線にある施設など
- 岡山リサーチパーク
- 鳴滝
- 岡山空港
- 吉備高原都市